# Neftepromyslovi
Neftepromyslovi (del ruso: Нефтепромысловый) es un posiólok del raión de Krymsk del krai de Krasnodar, en Rusia. Está situado a orillas del río Jobza, tributario del Adagum, afluente por la izquierda del río Kubán, en las inmediaciones de su delta, 27 km al noroeste de Krymsk y 101 km al oeste de Krasnodar. Tenía 336 habitantes en 2010
Pertenece al municipio Adagúmskoye.